# Burdon
Burdon (fr. bourdon, wł. bordone) – stały, najczęściej basowy dźwięk, pełniący rolę prymitywnego akompaniamentu. Może występować również jako dwudźwięk.
Burdon oznacza także część instrumentu muzycznego, która wydaje stały, zazwyczaj niski dźwięk, np. jedna lub więcej piszczałek burdonowych w dudach i musette, oraz struna burdonowa w chordofonach szyjkowych – nieskracalna, rezonująca, poprowadzona obok podstrunnicy lub pod nią (lira korbowa, lira da braccio, lira da gamba, langspil, teorban, arcylutnie, setar, hardingfele).
Burdon to także jeden z zamkniętych głosów wargowych w organach (8’ i 4’). Charakteryzuje się bardzo subtelnym, cichym i miękkim dźwiękiem.